# Heterormista albina
Heterormista albina là một loài bướm đêm trong họ Erebidae.